# Zhang Mengxue
Zhang Mengxue (en xinès: 张梦雪, 6 de febrer de 1991) és una tiradora esportiva olímpica xinesa.

## Biografia
Es va formar a l'Escola d'Esports de Jinan, la seva ciutat natal, i va formar part de l'equip de tir de la província de Shandong abans que fos seleccionada per formar part de l'equip nacional de tir de la Xina l'any 2015. Va guanyar la medalla d'or en la prova de pistola d'aire a 10 metres femení als Jocs Olímpics de Rio de Janeiro 2016.